# 한국프로농구 2013-14
2013-2014 KB국민카드 프로농구는 대한민국 프로농구의 2013-2014시즌이며 18번째 프로농구 시즌이다. 총 10개 구단이 참여하며  2013년 10월 12일에 개막 하게 되며 팀당 54경기(라운드 로빈방식, 홈 27경기, 원정 27경기)를 치른다.

## 시즌 화제
- 시범경기가 폐지되었다.
- 수비자 3초룰 폐지

1. 수비자 3초룰은 골밑에 장신의 선수가 있을 경우 적극적인 공격이 어려워 만들어진 룰로서 KBL과 NBA에서 규칙으로 제정하고 있었지만 이번 시즌에 KBL은 3초룰을 폐지함
2. 3초룰 폐지는 국제농구협회의 룰을 따라가는 것으로서 지역방어의 강화를 가져올 것으로 기대된다.
3. 국제적인 룰에 맞춘 플레이스타일 변화는 긍정적이나 득점력 저하나 화려한 볼거리를 잃고 팬들의 인기가 줄어들 것이라는 부정적 전망도 있다.

- 인텐셔널 파울 폐지, 속공 파울 신설
- 룰 명칭 변경

1. 플레그런트 파울1 -> 언스포츠맨라이크 파울
2. 플레그런트 파울2 -> 디스퀄리파잉 파울

- 외국선수 제도 변경

1. 자유계약 1명 선발에서 드래프트 2명을 선발하되 1명만 경기 출전

## 선수 이적

### 자유 계약
- 이우균(울산 모비스 피버스 → 서울 삼성 썬더스)

### 트레이드

#### 시즌 전
- 원주 동부 프로미 (김명훈) ↔ 서울 삼성 썬더스 (박병우)
- 창원 LG 세이커스 (향후 3년간 1라운드 지명권 중 한 장) ↔ 울산 모비스 피버스(김시래)
- 창원 LG 세이커스 (원하준) ↔ 인천 전자랜드 엘리펀츠 (문태종)

#### 시즌 중
- 고양 오리온스 (전태풍, 랜스 골번, 김승원, 김종범) ↔ 부산 kt 소닉붐 (앤서니 리차드슨, 김도수, 장재석, 임종일)
- 서울 SK 나이츠 (김동우) ↔ 서울 삼성 썬더스 (우승연)
- 원주 동부 프로미 (허버트 힐) ↔ 서울 삼성 썬더스 (마이클 더니건)

## 2012-2013 시즌 종료 후 FA 자격을 얻은 선수
- 은퇴 : 강혁, 김광원, 조상현, 조동현, 김종학, 이규섭, 박성운, 서장훈, 진경석, 이동준, 김승현

- 울산 모비스 피버스 : 노경석, 임상욱
- 서울 SK 나이츠 : 김민수, 이현준
- 인천 전자랜드 엘리펀츠 : 이현민, 주태수, 장동영, 문태종
- 고양 오리온스 : 전형수, 조효현, 전정규
- 서울 삼성 썬더스 : 김승현, 이시준, 이동하
- 창원 LG 세이커스 : 이민재, 이지운, 원하준
- 부산 kt 소닉붐 : 조성민, 윤여권
- 전주 KCC 이지스 : 김우람

## 정규리그순위
| 순위 | 팀                     | 경기수 | 승 | 패 | 승률  | 승차 | 플레이오프  | 비고                      |
| ---- | ---------------------- | ------ | -- | -- | ----- | ---- | ----------- | ------------------------- |
| 1    | 울산 모비스 피버스     | 54     | 40 | 14 | 0.741 | 0    | 4강 PO 직행 | 업셋 우승                 |
| 2    | 창원 LG 세이커스       | 54     | 40 | 14 | 0.741 | 0    | 4강 PO 직행 | 업셋 준우승               |
| 3    | 서울 SK 나이츠         | 54     | 37 | 17 | 0.685 | 3    | 6강 PO 진출 |                           |
| 4    | 인천 전자랜드 엘리펀츠 | 54     | 28 | 26 | 0.519 | 12   | 6강 PO 진출 |                           |
| 5    | 부산 kt 소닉붐         | 54     | 27 | 27 | 0.500 | 13   | 6강 PO 진출 | VS오리온스상대전적우세    |
| 6    | 고양 오리온스          | 54     | 27 | 27 | 0.500 | 13   | 6강 PO 진출 | VSkt상대전적열세          |
| 7    | 전주 KCC 이지스        | 54     | 20 | 34 | 0.370 | 20   | 진출 실패   |                           |
| 8    | 서울 삼성 썬더스       | 54     | 19 | 35 | 0.352 | 21   | 진출 실패   | VSKGC인삼공사상대전적우세 |
| 9    | 안양 KGC인삼공사       | 54     | 19 | 35 | 0.352 | 21   | 진출 실패   | VS삼성상대전적열세        |
| 10   | 원주 동부 프로미       | 54     | 13 | 41 | 0.241 | 27   | 진출 실패   |                           |

### 통계
| 부문          | 선수              | 소속   | 기록  |
| ------------- | ----------------- | ------ | ----- |
| 득점          | 타일러 윌커슨     | KCC    | 21.33 |
| 어시스트      | 김태술            | KGC    | 5.5   |
| 리바운드      | 숀 에반스         | KGC    | 11.9  |
| 3점슛         | 변기훈            | SK     | 2.2   |
| 스틸          | 김민구            | KCC    | 1.8   |
| 블록          | 리카르도 라틀리프 | 모비스 | 1.5   |
| 2점슛 성공률  | 크리스 메시       | LG     | 66.8% |
| 3점슛 성공률  | 조성민            | KT     | 45.4% |
| 자유투 성공률 | 조성민            | KT     | 89.9% |

## 6강 플레이오프
| 홈팀(정규시즌 순위)         | 원정팀(정규시즌 순위)   | 결과          | 비고           |
| --------------------------- | ----------------------- | ------------- | -------------- |
| 인천 전자랜드 엘리펀츠(4위) | 부산 kt 소닉붐(5위)     | 2:3 KT 승     | 6강 플레이오프 |
| 서울 SK 나이츠(3위)         | 고양 오리온스(6위)      | 3:1 SK 승     | 6강 플레이오프 |
| 창원 LG 세이커스(1위)       | 부산 kt 소닉붐(5위)     | 3:0 LG 승     | 4강 플레이오프 |
| 울산 모비스 피버스(2위)     | 서울 SK 나이츠(3위)     | 3:1 모비스 승 | 4강 플레이오프 |
| 창원 LG 세이커스(1위)       | 울산 모비스 피버스(2위) | 2:4 모비스 승 | 챔피언결정전   |

| KBL                                                     | KBL                                                     | KBL                                             |
| ------------------------------------------------------- | ------------------------------------------------------- | ----------------------------------------------- |
| 이전 대회                                               | 2013-2014 KB국민카드 프로 농구 (2013.10.12 ~ 2014.4.10) | 다음 대회                                       |
| 2012-2013 KB국민카드 프로 농구 (2012.10.13 ~ 2013.4.17) | 2013-2014 KB국민카드 프로 농구 (2013.10.12 ~ 2014.4.10) | 2014-2015 KCC 프로 농구 (2014.10.11 ~ 2015.4.4) |